# Roland Kahn
Roland Marcel Kahn (Amsterdam, 20 juni 1952) is een Nederlandse ondernemer en eigenaar van het investeringsbedrijf Coolinvestments.

## Levensloop

### Jonge jaren
Kahn groeide op in een joods gezin in Amsterdam-Zuid. Zijn ouders gingen uit elkaar toen hij zestien was. Een jaar eerder had hij de schoolbanken verlaten om te gaan werken. Hij kwam terecht bij De Bijenkorf als inkoper. 
Met zijn eerste vrouw Gabby begon hij op de Nieuwendijk een boetiek onder de naam Privé. Drie jaar later opende hij in de hoofdstad de eerste vestiging van CoolCat. Met goedkope hippe kleding ging de winkel zich richten op jongeren. Na een jaar zijn er in Amsterdam al vijf vestigingen van CoolCat. Het bedrijf groeide door tot 130 winkels in de Benelux en Frankrijk. In de jaren tachtig balanceerde de kledingketen op de rand van het faillissement.

### Overnames
In 2010 nam hij MS Mode over en in 2012 lingeriemerk Sapph. Kahn is daarmee de baas over een imperium dat anno 2016 ongeveer 600 winkels telt met 6000 medewerkers. Naast zijn winkels handelt Kahn in vastgoed. Zo is hij mede-eigenaar van het pand van De Bijenkorf in Amsterdam.
In het voorjaar van 2001 nam Kahn de modewinkels van Amici over. Vervolgens werd Kahn in 2006 eigenaar van America Today, dat hij overnam van de toenmalige aandeelhouders. Hiermee ging hij zich richten op kleding voor studenten.

### Opspraak
Kahn kwam in november 2013 in conflict met Lilianne Ploumen; de minister voor Buitenlandse Handel en Ontwikkelingssamenwerking meldde dat CoolCat het veiligheidsakkoord voor de Bengaalse kledingindustrie niet zou willen ondertekenen. Kahn liet daarop weten dat het verdrag nog niet rijp was voor ondertekening. In december 2013 tekende CoolCat. In januari 2014 kwam Ploumen met een rectificatie.

### V&D
Begin 2016 was Kahn een belangrijke gegadigde om de failliete warenhuisketen V&D over te nemen. De onderhandelingen mislukten echter, waardoor het bedrijf ophield te bestaan. Kahn telde samen met Ronald van Zetten een half miljoen euro neer voor de naam V&D. Het plan was om onder die naam een webwinkel te openen. Uiteindelijk vond het duo de naam V&D geen geschikte naam daarvoor. De nieuwe webwinkel verscheen wel onder de naam Frendz. Dit is een webshop voor mode. De naam is ontleend aan het kinderkledingmerk Frendz van de V&D. In 2018 werd toch de naam V&D voortgezet voor deze webshop.
Kahn had later in 2016 een andere tegenslag. Op 11 augustus 2016 is de Nederlandse tak van MS Mode door de rechtbank failliet verklaard. Drie jaar later, in maart 2019, werd CoolCat, failliet verklaard.

## Persoonlijk
Met zijn eerste vrouw kreeg Kahn drie kinderen. Daarna had Kahn meerdere relaties, onder andere met Sylvana Simons. In 2022 kreeg Kahn op 69-jarige leeftijd zijn vierde kind met zijn vriendin Cherry-Ann Person, die samen met Kahn te zien is in de reality-tv serie The Real Housewives of Amsterdam. Kahn sloot zich eind januari 2018 aan bij het Forum voor Democratie. In 2020 zegde hij zijn lidmaatschap weer op. In 2022 verscheen zijn autobiografie onder de titel Mijn leven - Mijn liefdes - Mijn werk. Kahn.